# Don't Wanna Think About You
Don't Wanna Think About You è un brano dei Simple Plan, incluso nella colonna sonora del film Scooby-Doo 2 - Mostri scatenati ed estratto come singolo il 2 marzo 2004.

## Video musicale
Il video, diretto da Smith n' Borin, vede i Simple Plan correre per la città per arrivare in tempo alla première di Scooby-Doo 2 - Mostri scatenati, alla quale sono presenti i personaggi del film (tra cui Scooby stesso).
Il videoclip è incluso come contenuto speciale nel DVD di Scooby-Doo 2 - Mostri scatenati.

## Tracce
1. Don't Wanna Think About You – 3:26

## Formazione
- Pierre Bouvier - voce
- Jeff Stinco - chitarra solista
- Sébastien Lefebvre - chitarra ritmica, voce secondaria
- David Desrosiers - basso, voce secondaria
- Chuck Comeau - batteria, percussioni